# Ruotaanjärvi
Ruotaanjärvi är en sjö i kommunen Idensalmi i landskapet Norra Savolax i Finland. Den är 5,7 meter djup. Arean är 44 hektar och strandlinjen är 4,54 kilometer lång. Sjön  ingår i Kymmene älvs huvudavrinningsområde.   Den ligger omkring 66 kilometer nordväst om Kuopio och omkring 370 kilometer norr om Helsingfors. 